# إندجو (مصطلح)
إندجو هو الاسم الذي أُطلق على خانيات المغول في بلاد فارس (إلخان) للأراضي المملوكة للإمبراطورية، والتي انتشرت في جميع أنحاء المناطق الإلخانية. وكانت هذه الأراضي تتمتع بإدارة خاصة ولم تكن جزءًا من الإقطاعيات التي كانت تقع ضمنها في بعض الأحيان.

كلمة "إندجو" من أصل تركي وليس منغولي. وقد أُعطَت إدارة هذه الأراضي في فارس اسمها لسلالة الإنجيين.